# Bundesstraße 272
Die Bundesstraße 272 (Abkürzung: B 272) führt von Landau in der Pfalz nach Schwegenheim in der Nähe von Speyer. Bei Schwegenheim mündet sie auf die B 9, bei Landau auf die A 65 und die B 10. Sie ist rund 15 Kilometer lang.